# Shine (album Frida)
Shine è il quarto album da solista pubblicato da Anni-Frid Lyngstad e il secondo album pubblicato dalla cantante dopo l'esperienza con gli ABBA.
L'album fu realizzato negli Studios de la Grande Armée a Parigi nel 1984 e fu prodotto da Steve Lillywhite, che aveva già collaborato con famosi artisti come i Rolling Stones e gli U2.
Nonostante non sia riuscito a bissare il successo dell'album precedente (Something's Going On), Shine riuscì comunque ad arrivare nella top 10 in Belgio, Svezia (alla sesta posizione) e Norvegia e nella top 20 nei Paesi Bassi riscuotendo un discreto successo.

## Stile musicale
L'album fu un vero e proprio strumento di innovazione per la musica dell'epoca e fu considerato un album "avanti per i suoi tempi": infatti l'obiettivo di Frida era quello di allontanarsi dal classico "ABBA pop sound" e quindi provò a seguire nuove direzioni e così facendo fu creato il tipico sound pop anni ottanta, che fu usato da famose band come i Duran Duran. Le informazioni inerenti all'album sono presenti in Frida - The DVD. 

## Tracce
Lato A
1. Shine – 4:39 (Kevin Jarvis, Guy Fletcher, Jeremy Bird)
2. One Little Lie – 3:44 (Simon Climie, Kirsty MacColl)
3. The Face – 3:40 (Daniel Balavoine, K. MacColl)
4. Twist in the Dark – 3:43 (Andy Leek)
5. Slowly – 4:34 (Björn Ulvaeus, Benny Andersson)

Lato B
1. Heart of the Country – 4:38 (Stuart Adamson)
2. Come to Me (I Am Woman) – 5:04 (Eddie Howell, David Dundas)
3. Chemistry Tonight – 4:56 (Pete Glenister, S. Climie, K. MacColl)
4. Don't Do It – 4:37 (A.-F. Lyngstad)
5. Comfort Me – 4:28 (P. Glenister)

Bonus tracks dell'edizione rimasterizzata del 2005
1. That's Tough – 5:03 (A.-F. Lyngstad, Hans Fredriksson, K. MacColl)
2. Shine (extended mix) – 6:31 (K. Jarvis, G. Fletcher, J. Bird)

## Formazione
- Anni-Frid Lyngstad - voce principale, cori
- Tony Levin - basso
- Pete Glenister - chitarra elettrica e acustica
- Simon Climie - tastiere, sintetizzatori, harpsicord, cori
- Mark Brzezicki - batteria
- Marc Chantreau - percussioni
- Rutger Gunnarson - basso (in Shine e Chemistry Tonight)
- Kirsty MacColl - cori

Produzione
- Steve Lillywhite - produttore
- Howard Grey - ingegnere del suono
- Frédéric Delafaye - assistente ingegnere
- David Edwards - coordinatore di studio
- Thomas Johansson - album coordinator
- Görel Hanser - album coordinator
- Stig Anderson - produttore esecutivo
- Heinz Angermayr - fotografia
- Cay Bond - styling
- Registrato e missato digitalmente agli Studios de la Grande Armée (Parigi, Francia)
- Rimasterizzato nel 2005 da Henrik Jonsson di Masters of Audio, Stoccolma